# Dan Fritsche
Dan Fritsche (* 13. Juli 1985 in Parma, Ohio) ist ein schweizerisch-US-amerikanischer Eishockeyspieler, der zuletzt zwischen Oktober 2013 und 2016 bei den ZSC Lions in der National League A unter Vertrag stand.

## Karriere

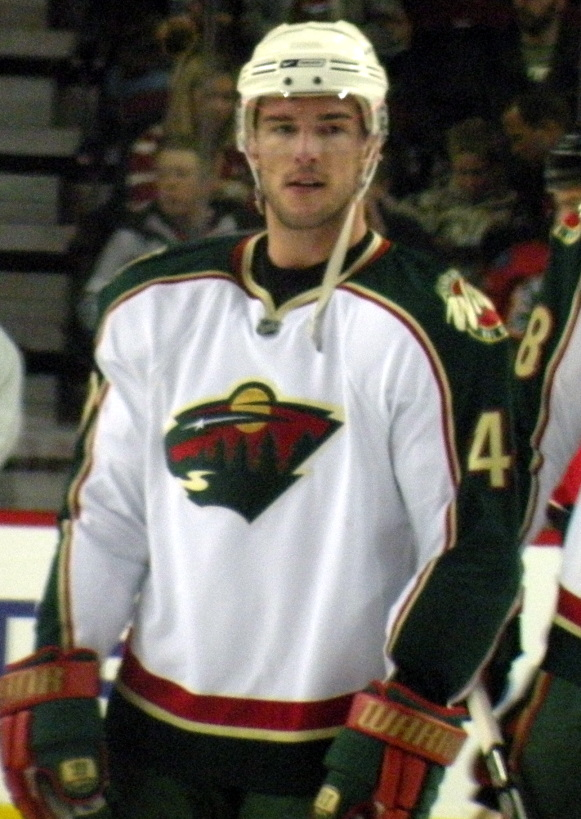
Dan Fritsche (2009)

Fritsche spielte in seiner Juniorenzeit für die Sarnia Sting, London Knights und in seinem Heimatort für den lokalen Klub Parma Flyers. Fritsche ist nach Brian Holzinger und Michael Rupp der dritte Spieler der Flyers, der den Sprung in die NHL geschafft hat.
Fritsche wurde beim NHL Entry Draft 2003 in der zweiten Runde an insgesamt 46. Position von den Columbus Blue Jackets ausgewählt. Nach fünf Jahren und vier Spielzeiten bei den Blue Jackets wurde Fritsche am 2. Juli 2008 zusammen mit Nikolai Scherdew zu seinem aktuellen Verein nach New York transferiert. Die Blue Jackets erhielten von den Rangers Fjodor Tjutin und Christian Bäckman. Der Stürmer blieb aber nur etwa ein halbes Jahr in der Organisation der Rangers, da er am 29. Januar 2009 für Verteidiger Erik Reitz zu den Minnesota Wild transferiert wurde. Zu Beginn der Spielzeit 2009/10 fand Fritsche zunächst keinen neuen Arbeitgeber in der NHL, woraufhin ihn kurz nach dem Saisonstart die Syracuse Crunch aus der American Hockey League unter Vertrag nahmen. Im Oktober 2010 unterzeichnete Fritsche beim HC Servette Genève in der National League A. Auf die Saison 2013/14 wechselte Fritsche zum HC Lugano, nachdem er im November 2012 einen Dreijahresvertrag unterschrieben hatte.
Der schweizerisch-amerikanische Doppelbürger trug insgesamt 89 Mal das Trikot des ZSC, verpasste aber die gesamte Saison 2015/16 aufgrund einer Gehirnerschütterung. 

### International
Fritsche spielte zunächst für die US-Juniorennationalmannschaft und nahm mit dem Team an den U20-Junioren-Weltmeisterschaft 2004 und 2005 teil. Dabei gewann er 2004 die Goldmedaille.
Bei der Arosa Challenge im Dezember 2014 trug er erstmals das Trikot der Schweizer Nationalmannschaft.

## Erfolge und Auszeichnungen
| - 2003 CHL Top Prospects Game - 2005 J.-Ross-Robertson-Cup-Gewinn mit den London Knights - 2005 Memorial-Cup-Gewinn mit den London Knights - 2005 Memorial Cup All-Star Team | - 2008 Victoria-Cup-Gewinn mit den New York Rangers - 2010 AHL All-Star Classic - 2014 Schweizer Meister mit den ZSC Lions |

### International
- 2004 Goldmedaille bei der U20-Junioren-Weltmeisterschaft
- 2010 All-Star-Team des Spengler Cup

## Persönliches
Seine Urgroßeltern wanderten aus Appenzell in die Vereinigten Staaten aus.
Sein Bruder Tom ist ebenfalls ein professioneller Eishockeyspieler genau wie sein Cousin John, mit dem er zeitweise bei Genève-Servette HC zusammen in einer Mannschaft spielte.

## Karrierestatistik

### International
(Legende zur Spielerstatistik: Sp oder GP = absolvierte Spiele; T oder G = erzielte Tore; V oder A = erzielte Assists; Pkt oder Pts = erzielte Scorerpunkte; SM oder PIM = erhaltene Strafminuten; +/− = Plus/Minus-Bilanz; PP = erzielte Überzahltore; SH = erzielte Unterzahltore; GW = erzielte Siegtore; 1 Play-downs/Relegation; Kursiv: Statistik nicht vollständig)